# Pavlovsky (huyện của Krasnodar)
Huyện Pavlovsky (tiếng Nga: ? райо́н) là một huyện hành chính tự quản (raion), của Vùng Krasnodar, Nga. Huyện có diện tích 1792 kilômét vuông, dân số thời điểm ngày 1 tháng 1 năm 2000 là 70100 người. Trung tâm của huyện đóng ở Stanitsa Pavlovskaya.